# Angelo Amato
Mons. Angelo Amato  S.D.B (Molfetta, 8. lipnja 1938. – Rim, 31. prosinca 2024.) bio je prefekt kongregacije za kauze svetaca i kardinal Katoličke Crkve.

## Životopis

### Od rođenja do svećeništva
Mons. Angelo Amato rođen je 8. lipnja 1938. u Molfetti, Apulia u Italiji. Srednju školu završio je na Salezijanskoj srednjoj školi te je primljen u novicijat istog reda. Nakon srednje škole i primanja u novicijat nastavlja studij psihologije i teologije.

### Od svećeništva do biskupa
Za svećenika salezijanca zaređen je 22. prosinca 1967. te nastavlja doškolavanje na  Pontifikalnom učilištu Salezijana te magistrirao psihologiju i kristologiju.